# Croizatia brevipetiolata
Croizatia brevipetiolata är en emblikaväxtart som först beskrevs av Ricardo de Sousa Secco, och fick sitt nu gällande namn av Laurence J. Dorr. Croizatia brevipetiolata ingår i släktet Croizatia och familjen emblikaväxter. Inga underarter finns listade i Catalogue of Life.